# Aeropuerto Internacional de Whitehorse Erik Nielsen
El Aeropuerto Internacional de Whitehorse Erik Nielsen (del inglés: Erik Nielsen Whitehorse International Airport) (IATA: YXY, OACI: CYXY) se encuentra ubicado en Whitehorse, Yukón, Canadá. Es parte del Sistema Nacional de Aeropuertos de Canadá y es operado por el gobierno de Yukón. Este aeropuerto fue nombrado en honor al parlamentario por Yukon Erik Nielsen el 15 de diciembre de 2008
Este aeropuerto es clasificado por Nav Canadá como un aeropuerto de entrada al país y en este aspecto es administrado por la Agencia de Servicios de Frontera de Canadá (CBSA por sus siglas en inglés). Los oficiales de la CBSA en este aeropuerto pueden servir aviones de hasta 50 pasajeros; pero pueden atender hasta 225 si los pasajeros desembarcan por etapas.

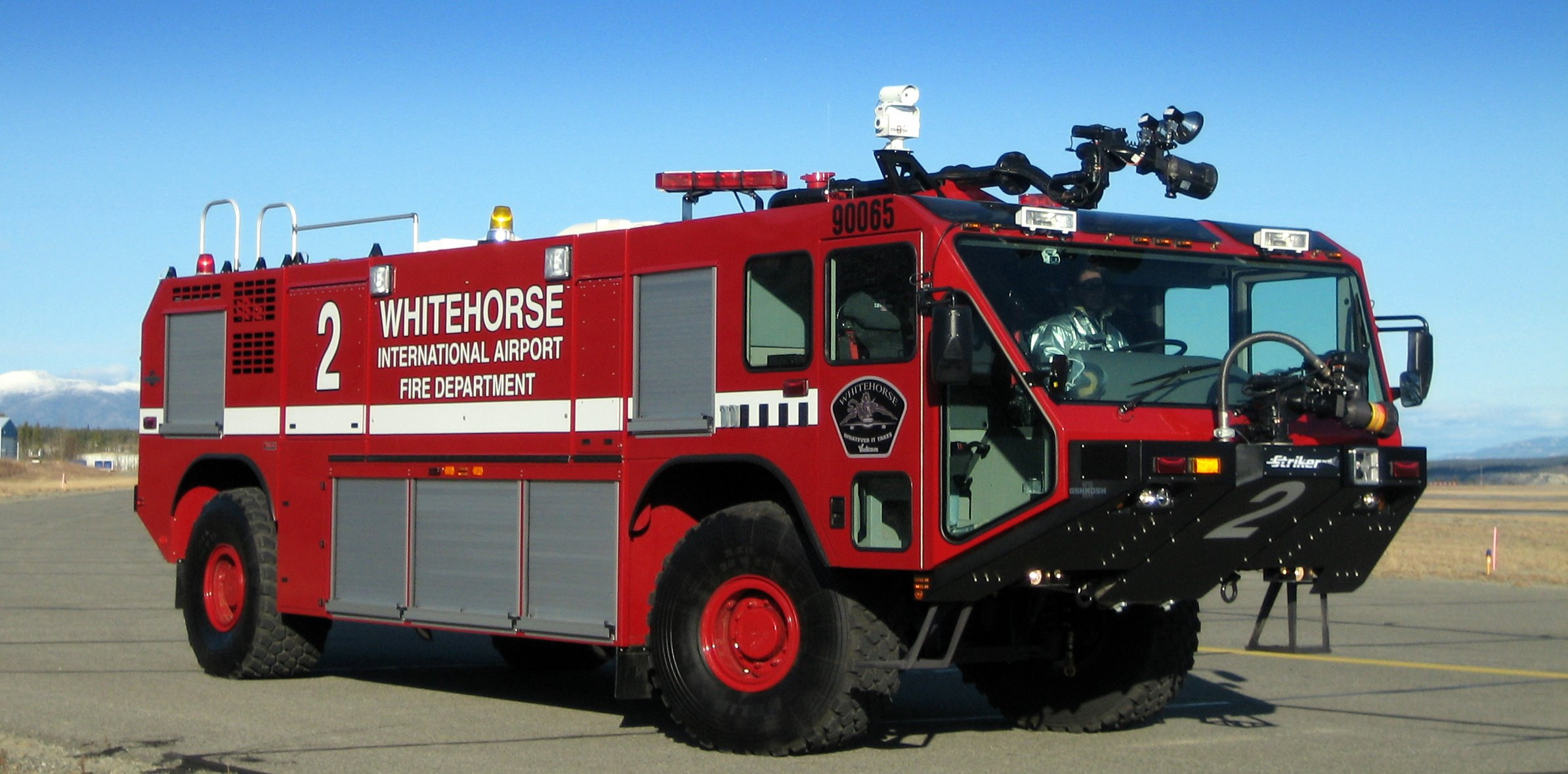
Un camión de bomberos del aeropuerto.

El Aeropuerto tiene un solo proveedor de petróleo y servicios de mantenimiento limitados. La torre de control opera de 7 a. m. - 9 p. m. hora local, y la Estación de Servicio de Whitehorse provee Servicios de Consejería al aeropuerto durante los demás horarios. Servicios de bomberos y rescate son admnistrados las 24 horas del día, los 7 diías de la semana.
Además de servicios de vuelos comerciales programados, hay varios servicios de vuelos chárter y pilotos Bush usan el aeropuerto. Este terminal también sirve como base para los bomberos aéreos en incendios forestales. Este aeropuerto también controla el Aeródromo Aquático de Whitehorse, una base para avionetas de agua en el Lago Schwatka.
Whitehorse es además un importante punto de conexión para vuelos privados desde y hacia Alaska.
Durante los ataques del 11 de septiembre de 2001, dos naves con destino a EUA desde Asia fueron desviados a Whitehorse como parte de la Operación Ribete Amarillo; el Boeing 747 de Korean Air, que en principio se creyó secuestrado fue uno de esos vuelos, la nave no tenía mucho combustible. Muchos de los edificios en el centro de la ciudad de Whitehorse fueron evacuados. Los testios de aquel incidente vieron a la Policía Montada del Canadá pedir a los pasajeros, pilotos y aeromozas salir del avión apuntados con sus armas.
En el estacionamiento del aeropuerto se puede encontrar un Douglas DC-3 de la Canadian Pacific Airlines en un pedestal que sirve como una veleta. Esa aeronave en particular sirvió en un principio a la Fuerza Aérea de los Estados Unidos en el sudeste asiático durante la Segunda Guerra Mundial antes de que fuera vendido para fines comerciales.

## Aerolíneas y destinos
A julio de 2019 las siguientes compañías operan en el aeropuerto de Whitehorse.
- Air Canada - Vancouver
- Air North - Dawson City, Edmonton, Kelowna, Mayo (Yukón), Vancouver, Victoria (Columbia Británica), Yellowknife
- Condor Flugdienst - Fráncfort del Meno
- WestJet - Calgary